# Comte dos Arcos
Le titre de comte dos Arcos fut créé par le roi Philippe II de Portugal (Philippe III d'Espagne), le 8 février 1620, en faveur de Luís de Lima Brito e Nogueira.

## Liste des comtes dos Arcos
1. Luís de Lima Brito e Nogueira
2. Lourenço Maria de Lima Brito Nogueira
3. Tomás de Noronha
4. Marcos de Noronha
5. Tomás de Noronha
6. Marcos José de Noronha e Brito
7. Juliana Xavier de Lencastre
8. Marcos de Noronha e Brito, dernier vice-roi du Brésil
9. Manuel de Noronha e Brito
10. Nuno de Noronha e Brito
11. María Blanca Mencos y Rebolledo de Palafox Ezpleta y Guzmán
12. Maria do Carmo Giraldes Barba Noronha e Brito
13. José Manuel de Noronha e Brito de Menezes de Alarcão
14. Marcos José Wagner de Noronha de Alarcão